# Моджахед
Моджахе́д (через перс. مجاهد‎, моджа̄хед, от араб. مجاهد‎, муджа̄хид — «борец (за правое дело); боец, воин») — участник джихада (однокоренное слово).
Термин «моджахеды» начал использоваться в XVIII веке в Индии и стал ассоциироваться с исламскими милитаристскими движениями, ведущими «священную войну» против неверных. В современности моджахедами называют членов вооружённых исламских группировок, которые ведут борьбу против неверующих или секуляризированных мусульманских режимов. Погибшие моджахеды считаются шахидами, «мучениками» в исламской вере.

## История
Термин «моджахеды» для обозначения воинов в религиозном контексте начал набирать популярность с XVIII века в Индии, главным образом в связи с исламским возрождением. В XIX веке «моджахеды» ассоциировались с милитаристским исламским движением Сайида Ахмада Барелви, которое вело джихад против сикхов. Термин получил популярность во всей Индии, однако к XX веку он стал использоваться чаще в контексте Афганистана и Ирана.
В начале XX века в Средней Азии «священную войну» против неверных (большевиков и русских) вели басмачи, также называвшие себя моджахедами.
В ходе войны в Афганистане и последующих событий «моджахеды» стали ассоциироваться с партизанскими группировками, противостоящими афганскому коммунистическому режиму и советским войскам. Впоследствии термин «моджахед» стал использоваться как самими исламскими боевиками, так и прессой для обозначения мусульманских группировок, ведущих джихад — вооружённую борьбу с неверующими или даже с секуляризированными мусульманскими режимами.

## Терминология и религиозные аспекты
«Моджахедами» обычно называют членов современных незаконных, но довольно хорошо организованных и вооружённых группировок, испытывающих влияние радикальной исламской идеологии. Близкий по смыслу термин в средневековых контекстах — гази (производное от газават).
Аналогично понимаются и термины «джихад» и «шахид», ставшие широко известными на Западе именно в связи с войнами и терроризмом. «Моджахед» и «джихадист» иногда используются как взаимозаменяемые понятия. Сами арабоговорящие для обозначения террористов и экстремистов используют иные фразы, в частности араб. إِرْهَابِيُّون‎, ʾирха̄биййӯн, араб. مُتَطَرِّفُون‎, мутат̣аррифӯн.
Погибший в войне с неверными моджахед считается шахидом («мучеником»). Согласно исламскому вероучению, шахиды утверждают свою веру смертью в войне с неверными, им прощаются все земные грехи и они попадают в рай, где занимают высокое положение вблизи трона Аллаха. Термин «шахид» также применяется к исламским террористам-смертникам, принявшим мученическую смерть в бою с неверными.

## География
Моджахеды разных стран и времён отличаются своей спецификой. В историографии выделяются боснийские моджахеды, афганские моджахеды, чеченские моджахеды и прочие. В Алжире «муджахидами» называли борцов за независимость во время национально-освободительной войны 1954—1962 годов.
В 1905 году в Иране было создано нелегальное революционно-демократическое общество муджахидов. Оно играло активную роль в Иранской революции 1905—1911 годов, особенно в Тебризском восстании (1908—1909) и революционном перевороте в Реште в 1909 году. Организации муджахидов состояли в основном из представителей мелкой буржуазии, рабочих и крестьян. Они были связаны с большевиками Закавказья через социал-демократическую группу «Гуммет». Принятая в 1907 году программа требовала буржуазно-демократических свобод, конфискации шахских и выкупа ханских земель и раздела их между крестьянами, отмены налогов с неимущих, 8-часового рабочего дня. Основной вооружённой силой революции были созданные муджахидами «федаи». Организации муджахидов были разогнаны в 1911 году во время подавления революции.